# Université de Nanyang
L'université de Nanyang (anglais : Nanyang University ; chinois : 南洋大学 ; abréviation chinoise : Nantah, 南大) était une université à Jurong, Singapour.

## Histoire
L'université a été fondée en 1956. Elle s'est jointe à l'université nationale de Singapour en 1980.
Avec cette fusion, le campus de l'université de Nanyang est passé aux mains d'un nouvel institut de technologie, le Nanyang Technological Institute (NTI), en 1981. En 1991, le NTI devient la deuxième université de Singapour à utiliser la langue anglaise, l'université de technologie de Nanyang (Nanyang Technological University, NTU).